# Adolphe Hippolyte Dufour
Pour les articles homonymes, voir Dufour.
Adolphe Hippolyte Dufour, né à Marly-le-Roi le 27 mai 1798 et mort à Constantine en Algérie le 13 février 1865, est un géographe français.

## Biographie
Adolphe Hippolyte Dufour étudia avec Lapie et travailla avec lui à plusieurs cartes du Dépôt de la Marine. En 1824, il publia pour la première fois, sous son nom seul, une Analyse géographique de la carte de Palestine et prit part dès ce moment à une foule de publications historiques ou topographiques dont il dressa et dessina les plans et les cartes.
Ses ouvrages principaux sont :
- L'atlas élémentaire et universel de géographie ancienne et moderne (1828) ;
- plusieurs Précis de système planétaire et de cosmographie ;
- l'atlas joint à La France illustrée de Victor-Adolphe Malte-Brun (1855) ;
- l'atlas Dufour, Atlas universel, physique, historique et politique de la France, de ses départements et de ses colonies (106 cartes) (1857).

Parmi les élèves d'Auguste Henri Dufour figure Alexandre Vuillemin.

## Cartes

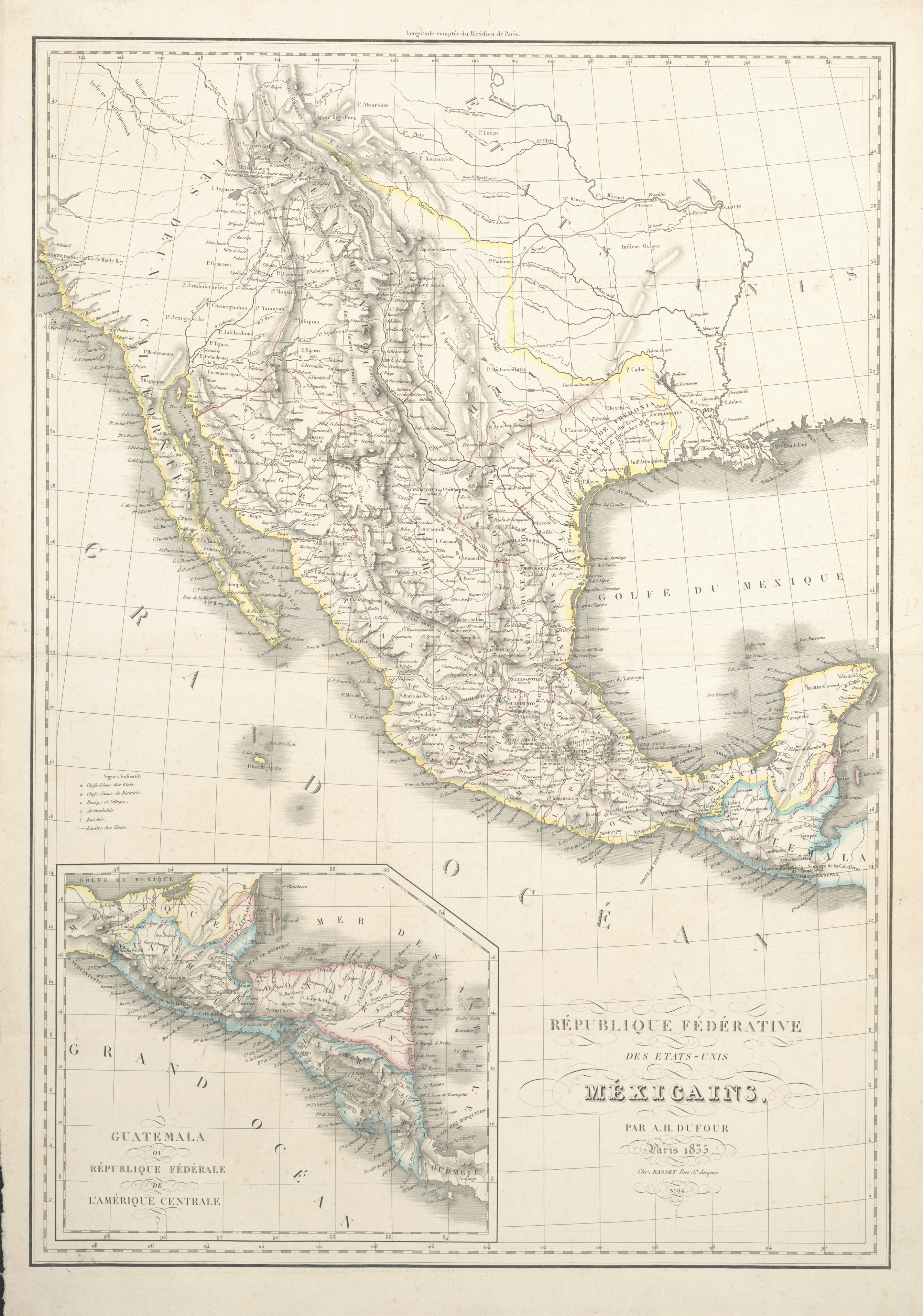
République fédérative des états-unis méxicains, A. H. Dufour, 1835.

Carte du bassin de la mer Méditerranée dressée par A.-H. Dufour, gravée par Ch. Dyonnet, chez Paulin et Le Chevalier, Paris, 1856. Dans l'Atlas universel c'est la planche 30.

## Ouvrages
- A. H. Dufour et René François Rohrbacher , Histoire universelle de l'Église Catholique,  éd. Gaume Frères, 1861.

## Source
- Dictionnaire universel des contemporains de Gustave Vapereau (Paris, 1858). Une version en ligne de l'édition de 1858 est consultable sur le site Gallica depuis 1995. Une autre version en ligne est consultable sur Google Books.